# مسجد قطبية
مسجد قطبية (بالفارسية: مسجد قطبیه) هو مسجد تاريخي يعود إلى عصر الدولة الصفوية، ويقع في أصفهان.